# Виллальта, Ренато
Ренато Виллальта (итал. Renato Villalta; род. 3 февраля 1955, Мазерада-суль-Пьяве, Венеция) — итальянский баскетболист, чемпион и призёр чемпионатов Европы, призёр Олимпийских игр.

## Карьера
Начал карьеру в 1971 году в клубе «Basket Mestre 1958». В 1976 году перешёл в «Виртус» (Болонья). С 1989 года играл в «Тревизо», в котором и завершил спортивную карьеру.
В 1975 году завоевал бронзу европейского чемпионата в Югославии. Через восемь лет во Франции стал чемпионом континента. На следующем чемпионате в ФРГ сборная Италии снова стала бронзовым призёром.
В 1980 году итальянцы выиграли серебро летних Олимпийских игр в Москве. На следующей Олимпиаде в Лос-Анджелесе итальянцы стали пятыми.